# Amyema nestor
Amyema nestor är en tvåhjärtbladig växtart som först beskrevs av Spencer Le Marchant Moore, och fick sitt nu gällande namn av Danser. Amyema nestor ingår i släktet Amyema och familjen Loranthaceae. Inga underarter finns listade i Catalogue of Life.